# Zločin u praistoriji
Zločin u praistoriji je 6. epizoda strip edicije Marti Misterija. Premijerno je objavljena 1. jula 1982. pod nazivom Delitto nella praistoria za izdavačku kuću Boneli (Italija). Imala je 64 strane. Cena je bila 700 lira ($0,51; 1,25 DEM). Epizodu je nacrtao Anđelo Marija Riči, a scenario napisao Alfredo Kasteli. Naslovnu stranu nacrtao je Đankarlo Alesandrini.

## Izdanje u Srbiji
U SR Srbiji, tada u sastavu SFRJ, ova epizoda je objavljena prvi put 1983. godine kao vanredno izdanje Lunov magnus stripa #6. u izdanju Dnevnika iz Novog Sada. Cena sveske bila je 60 dinara (1,55 DEM; 0,58 $).

## Kratak sadržaj
Otkriće ostataka neandertalaca u pećini u Francuskoj izaziva iskonske instinkte u Javi, koji napada profesora Mobera, autora otkrića, tokom konferencije. Kada je Mober ubijen u nejasnim okolnostima, Marti je pozvan da brani nevinost svog prijatelja, na koga padaju ozbiljne sumnje.

## Reprize epizode u Srbiji
U Srbiji je ova epizoda reprizirana u knjizi #1 kolekcionarske edicije Biblioteka Marti Mistrija koju je objavio Veseli četvrtak, 31.10.2013.

## Prethodna i naredna sveska vanrednog izdanja LMS
Prethodna sveska nosila je naziv Kuća na kraju sveta (#5), a naredna Čovek koji je otkrio Evropu (#7).